# 洞松乡
洞松乡，是中华人民共和国四川省甘孜藏族自治州乡城县下辖的一个乡镇级行政单位。

## 行政区划
洞松乡下辖以下地区：
固松村、热斗村、太年村、克斗村、木因村、卡心村和牛龙村。